# Cosmogonia
Una cosmogonia és qualsevol model que formula l'origen i l'estructura del cosmos o de l'Univers. Aquest model pot fer-se des d'un punt de vista filosòfic, mitològic o científic. Un concepte anàleg és el de cosmologia, que avui dia però es fa servir però per designar una branca de l'astronomia. Així, una cosmogonia és una explicació de com es va formar l'Univers.

## Etimologia
El mot prové del grec antic κοσμογονία kosmogonía, format per κόσμος kósmos, "món ordenat" i l'arrel γί(γ)νομαι gígnomai / γέγονα gégona, "néixer".

## Teories
Des que l'home és home ha intentat donar respostes a la creació del món i de l'Univers.
En l'antiguitat, els mites oferien un tipus de respostes similar al que avui en dia ens proporcionen les teories científiques, ja que mentre aquestes expliquen els fets mitjançant la relació entre conceptes científics, les cultures arcaiques els explicaven mitjançant relats de les relacions dels déus dintre seu, relats que coneixem amb el nom de mites.
En oferir una visió integradora del món, al facilitar el trànsit de l'estranyesa a la comprensió, els mites - i els ritus que solien acompanyar-los - permetien la seguretat psicològica dels partícips en la creença col·lectiva, i a la vegada l'elaboració de les senyes d'identitat necessàries per a la vida en comunitat.
En aquests mites, els déus solen representar les forces elementals de la naturalesa, almenys aquelles més fàcilment identificables i de la relació de les quals deriven la multitud de fenòmens naturals que condicionen les nostres vides. La majoria de mites inclouen un procés de creació.
Els mites elaborats per les diferents cultures des de l'antiguitat fins als nostres dies i que intenten explicar l'origen de l'Univers i l'inici del temps, és el que anomenem cosmogonies. Actualment les imatges d'aquestes cosmogonies han estat substituïdes en gran part per les explicacions de la ciència (en especial el big-bang i la teoria de l'evolució).

## Imatges recurrents en diverses cultures
La majoria de mites cosmogònics es poden dividir en dues grans tradicions: la que simula un part a nivell còsmic i la que es tracta de posar ordre en elements dispersos. La primera fa néixer tot el que existeix d'un ou o llavor primordial o bé de l'aigua. La segona parla del caos i de com una força o un ésser diví (en la creació) li posa ordre, separant uns elements dels altres (la llum de les tenebres, el cel de la terra...) Poden donar-se tradicions que barregin les dues visions, ja que la majoria de cosmogonies accepten fases, és a dir, no apareix tot de cop sinó seguint un ordre per tant pot haver-hi un inici i diversos moments d'origen posteriors. En aquestes fases apareixen primer els elements, després la vida i per acabar l'ésser humà. Algunes cosmogonies poden incloure una explicació de com acabarà el món o successius orígens (com el mite del Diluvi Universal).

## Cosmogonia babilònica
Els babilonis tenien la concepció d'un panteó format per éssers de forma humana, però amb uns poders i una immortalitat sobrehumans. Cada un d'ells, tot i ser invisible a l'ull humà, regia sobre una part específica del cosmos, encara que fos petita, i la manejava d'acord amb plans molt ben estudiats i lleis degudament ordenades. Cada un estava a càrrec d'un dels grans regnes del cel, la terra, el mar i l'aire, o d'un dels majors cossos astrals com el sol, la lluna i els planetes, o dins del domini terrestre, d'entitats naturals com rius, muntanyes i planes, i d'entitats socials, com a ciutats i països

## Exemples de propostes cosmogòniques
- La Creació a les diverses religions.
- La Cosmologia germànica.
- La Cosmologia akan.
- La Mitologia sumèria.
- El Bundahisn del zoroastrisme.
- L'Ainulindalë, al món literari de J.R.R. Tolkien.